# Mercy Ships
Mercy Ships er en international hjælpeorganisation, som administrerer hospitalsskibe, sundhedspleje etc. i underudviklede lande. 
Organisationen, med hovedsæde Garden Valley, Texas i USA, blev grundlagt i 1978 af amerikanerne Don og Deyon Stephens.
Den primære opgave for organisationen er gennem hospitalsskibe, at udøve gratis sundhedspleje og levere sundheds-systemer og uddanne medicinsk-personale til trængende lande.
Siden 1978 har Mercy Ships flåde arbejdet ud fra godt 70 havneområder med bistand af frivillige fra flere end 50 lande.
Anno 2012 har organisationen 16 nationale kontorer fordelt over hele verden, blandt andet i Australien, Canada, Danmark, Holland,Schweiz, Storbritannien, Sydafrika og Tyskland.

## Nyeste hospitalsskib - 2007
I 2012 er det nyeste skib, som organisationen har taget i brug er den tidligere danske DSB-færge Dronning Ingrid i 2007, som blev omdannet til et topmoderne flydende hospital med seks operationsstuer samt 80 sengepladser. 
På skibet udføres der på årsbasis mere end 30.000 operationer/ behandlinger om bord på skibet ved hjælp af i alt ca. 475 besætnings-medlemmer der primært består af læger og sygeplejersker.